# 名鉄サ2240形電車
名鉄サ2240形電車（めいてつサ2240がたでんしゃ）は、かつて名古屋鉄道で運用されていた電車（付随車）である。
後に渥美線が豊橋鉄道に譲渡された際に豊橋鉄道に転籍。制御化されク2240形に改称した。

## 概要
- 戦時中の車両不足のため、1943年（昭和18年）9月に鉄道省からキハニ40703を購入し、エンジンを外して付随車化。サ2240形（2241）となり、瀬戸線で運用された。
- キハニ40703は、元は佐久鉄道のガソリンカーキホハニ53である。1931年（昭和6年）6月に日本車輌製造で製造された半鋼製のガソリンカーであり、1934年（昭和9年）に佐久鉄道が鉄道省に買収され国有化されると、鉄道省キハニ40602となり、1934年（昭和9年）キハニ40703に改称している。
- 1948年（昭和23年）1月5日、瀬戸線大森駅東側のカーブで脱線転覆事故（名鉄瀬戸線脱線転覆事故）を起こし大破する。戦後の車両不足もあり修理され、1949年（昭和24年）5月に修理が完了し復帰。復帰後は渥美線で運用される。
- 1954年（昭和29年）10月に渥美線が豊橋鉄道に譲渡されると、本形式も豊橋鉄道に転籍する。豊橋鉄道では制御化されク2240形に改称。1969年（昭和44年）に廃車となった。

## 性能諸元
1944年時点の諸元
- 全長：11,880mm
- 全幅：2,640mm
- 全高：3,460mm
- 台車：BB-75
- 自重：12.4t
- 定員（着席）：70(30)人